# NGC 6851
NGC 6851 ist eine elliptische Galaxie vom Hubble-Typ E im Sternbild Teleskop am Südsternhimmel. Sie ist schätzungsweise 134 Millionen Lichtjahre von der Milchstraße entfernt.
Das Objekt wurde am 5. September 1836 von John Herschel entdeckt.